# قصر بن عفرار
قصر السلطان بن عفرار، هـو مقر الحكم لسلاطين سلطنة المهرة ويقع القصر في عاصمة السلطنة مدينة قشن.

## الموقع
يقع القصر في محافظة المهرة مدينة قشن.

## نبذة
يعرف القصر بـ قصر السلطان بن عفرار، ويسمى ايضاً باللغة المهرية (بيت حنوب)، والتي تعني البيت الكبير، وهـو مقر حكم سلاطين سلطنة المهرة، ويقع القصر في مدينة قشن، وبناء القصر 1287م (685هـ) وفي العام 2014م (1435هـ) أعيد ترميمه على نفقة عبد الله بن عيسى آل عفرار، ويعود تأسيس القصر إلى ما قبل 750 سنة.